# Calcariola
Calcariola è una frazione del comune di Cittaducale, in Provincia di Rieti, situata su un'altura dell'estrema propaggine orientale del gruppo montuoso del monte Nuria che - a pochi chilometri ad ovest della città di Rieti - separa la valle del fiume Velino a nord, nei pressi della piana di San Vittorino, dalla valle del fiume Salto a sud, nei pressi dell'abitato di Grotti.
Il paese ha per secoli costituito un'importante presidio di frontiera al centro della penisola italiana sulla linea di confine tra i regni succeduti alla dominazione normanna a sud ed i territori imperiali prima e pontifici poi a nord.

## Geografia fisica

### Territorio
Il paese sorge a 776 m slm su un contrafforte del monte Ponzano (848 m) che separa la valle del Velino - nei pressi della piana di San Vittorino nel comune di Cittaducale - a nord, dalla valle del Salto - nei pressi dell'abitato di Grotti - a sud.

## Storia
Frammenti di terracotta rinvenuti negli anni Settanta del secolo scorso provano la presenza umana nel territorio di Calcariola fin dal neolitico. 

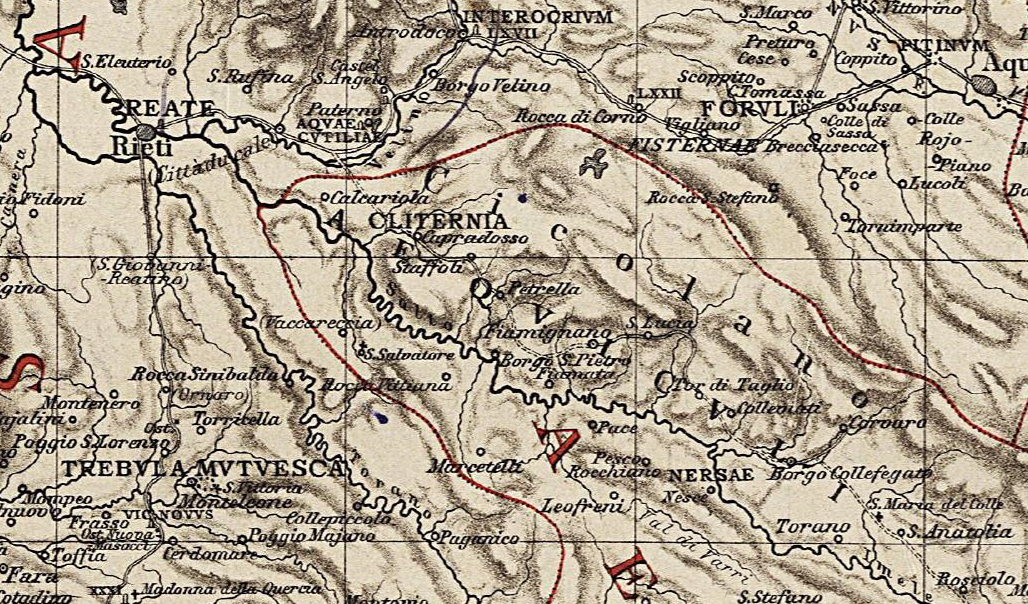
Il territorio di Calcariola in un particolare della carta della Regio IV sul Vol.IX del Corpus Inscriptionum Latinarum (1883).

Ritrovamenti archeologi nel territorio di Staffoli e Capradosso - frazioni del comune di Petrella Salto a ridosso di Calcariola verso ovest - documentano come, anche in epoca romana, l'area fosse interessata da insediamenti e vie di comunicazione. Il monte Ponzano, trovandosi a cavallo tra la valle del Velino e la valle del Salto - tra Acquae Cutiliae, residenza estiva dell'imperatore Vespasiano ove transitava la via Salaria, ed il municipio di Cliternia - doveva essere certamente attraversato da una viabilità minore per permettere il traffico tra le due valli: si trattava forse delle ramificazioni di un raccordo stradale di una certa importanza tra la bassa Sabina ed il municipio di Amiternum che alla fine dell'Ottocento Hülsen e Persichetti vollero riconoscere come una fino ad allora sconosciuta strada consolare romana: la via Cecilia.
All'epoca del ducato di Spoleto, durante la dominazione longobarda e quella franca, il monte Ponzano venne a trovarsi nel gastaldato di Antrodoco e quindi, dopo la conquista normanna del meridione d'Italia nel XII secolo, sulla linea di confine settentrionale del regno normanno.
È proprio intorno al XII secolo che l'abitato dovrebbe aver assunto la forma di castello ed il nome attuale: il toponimo Calcariola è citato per la prima volta - insieme a quello di Ponzano, all'epoca un feudo contiguo - nel Catalogus Baronum fatto redigere dal Re di Sicilia Ruggero II intorno al 1150.
(Ruggero II, Catalogus Baronum, Quaternus magne expeditionis)

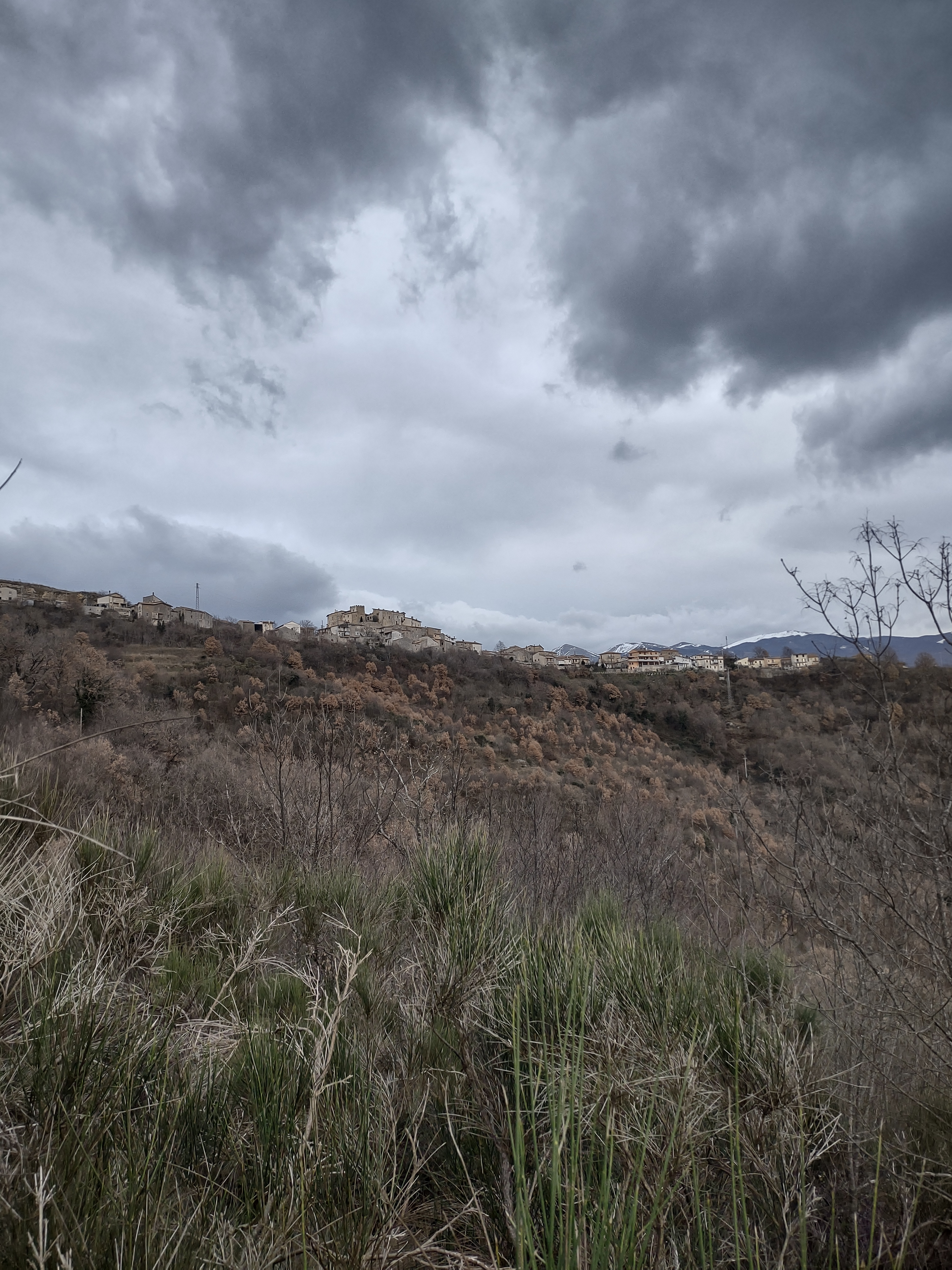
Veduta del Castello di Calcariola dal sentiero Villa Grotti-Calcariola.

La definizione della linea di confine a settentrione del regno normanno con la costruzione della rocca di Calcariola, come di altri presidi alla frontiera, ebbe come effetto la decisione del Barbarossa  di militarizzare la frontiera del territorio imperiale in corrispondenza del confine con il regno normanno: fu così che sulle alture prospicienti Calcariola, sul versante opposto della valle del Salto durante gli ultimi decenni del XII secolo venne fondata Roccaranieri, probabilmente in seguito all'incastellamento di un abitato ben più antico. Venne creata allora una corrispondenza speculare tra le due fortificazioni - sugli opposti lati della valle - che segnò visivamente l'esistenza di un confine tra due diversi stati per ben sei secoli. 

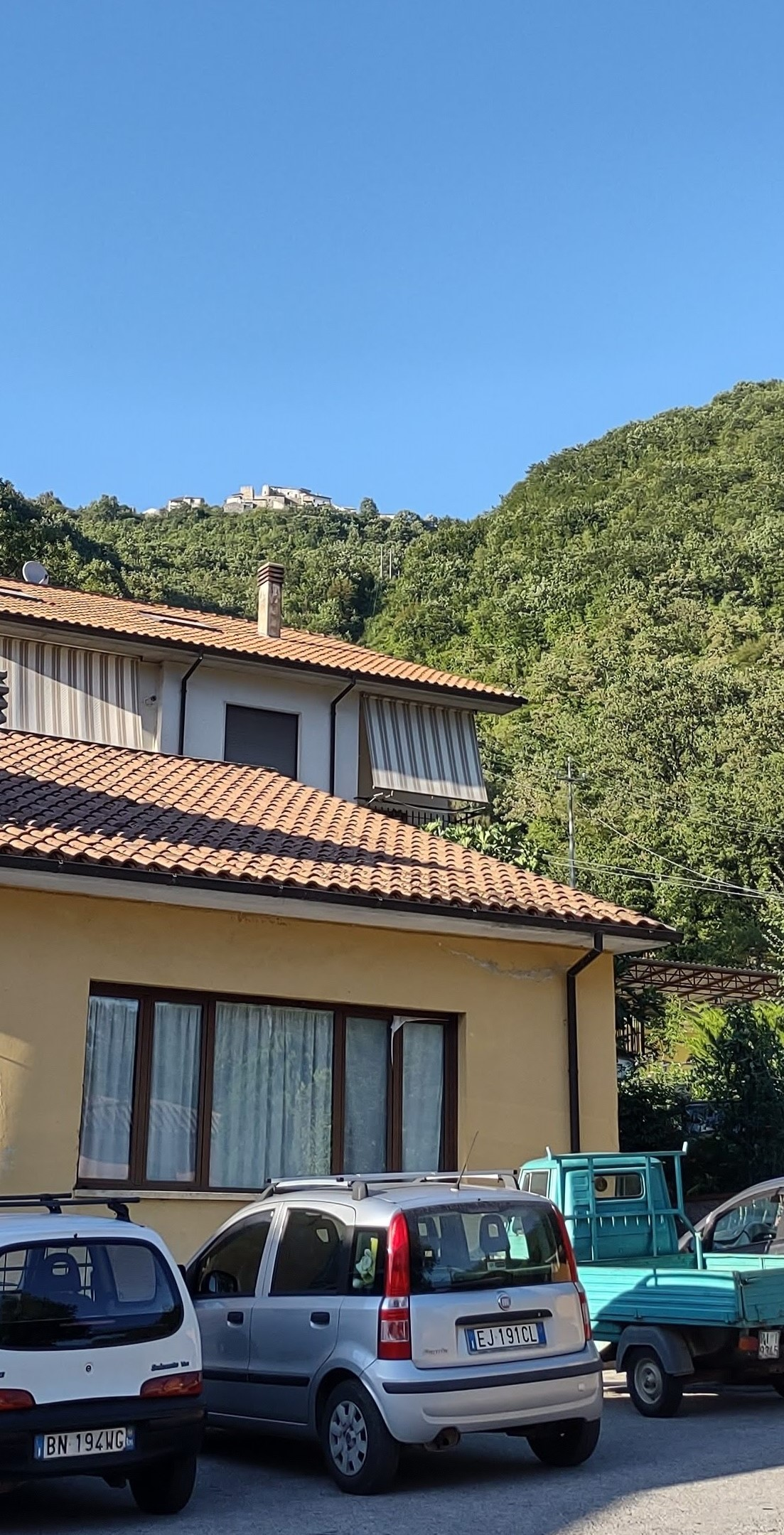
Veduta di Calcariola dalla valle del Salto presso Villa Grotti.

Con la definitiva cristallizzazione del confine settentrionale del regno normanno Calcariola seguì le vicissitudini delle dominazioni che si succedettero a quella normanna nel controllo del regno passato dagli Altavilla agli Svevi all'epoca di Enrico VI (1185), figlio del Barbarossa. Fu quindi la volta del regno di Federico II e quindi del governo angioino del primo re francese del regno di Sicilia Carlo I d'Angio, fratello di re Luigi IX di Francia. Nel 1309 con la fondazione di Cittaducale per opera di Carlo II d'Angiò il territorio di frontiera nei pressi del monte Ponzano assunse una nuova importanza. 

Il passaggio del regno angioino agli aragonesi coincise per il territorio di Calcariola con le Guerre d'Italia e il verificarsi di numerosi eventi bellici a cavallo tra il XV ed il XVI secolo sul territorio di Cittaducale: tra questi è da ricordare la distruzione del castello di Verano, abitato contiguo a Calcariola verso ovest, ad opera del capitano di Cittaducale accorso in aiuto degli abitanti di Calcariola (1450). Alla distruzione di Verano seguì l'annessione del suo territorio al castello di di Calcariola. 

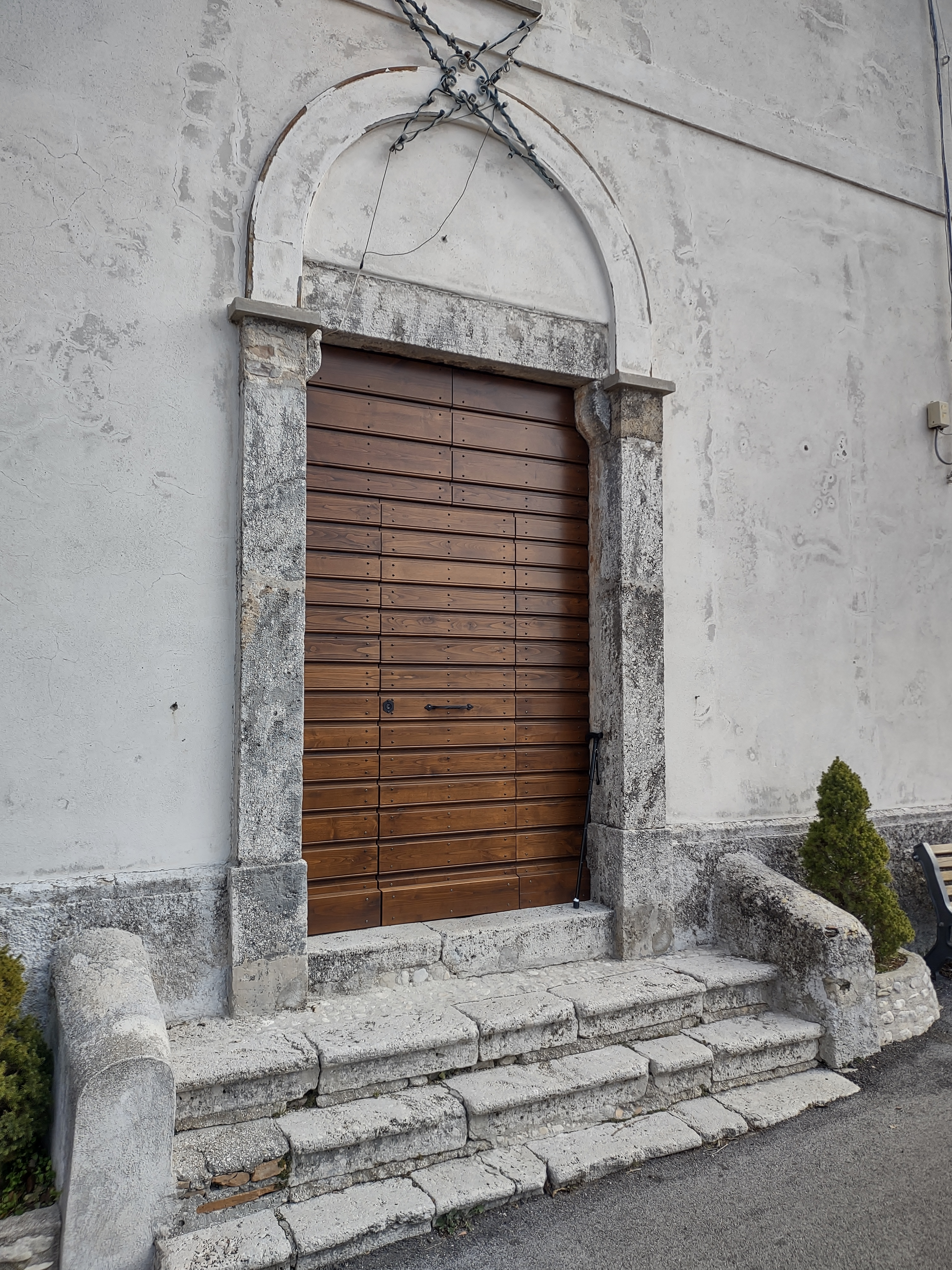
Il portale della chiesa di San Lorenzo a Calcariola.

Nel 1459 Calcariola venne interessata dalla promulgazione degli Statuta Civatatis Ducalis e dai numerosi episodi di attriti tra le dipendenze di Cittaducale (ovvero - oltra a Calcariola - Pendenza, Grotti e Villa Grotti) ed i castelli dell'abbazia di San Salvatore Maggiore contigui ai territori ducali (ovvero Capradosso e San Martino). Le ostilità tra le parti cessarono solo nel nel 1488 quando si giunse ad una tregua tra le parti.
L'inizio del XVI secolo vide la creazione della diocesi di Cittaducale (1502): fu così che anche Calcariola, come i paesi vicini, passò dalla diocesi di Rieti a quella di Cittaducale - fino alla scomparsa di quest'ultima nel 1818 - destinando i benefici della sua parrocchia al vescovo di Cittaducale.

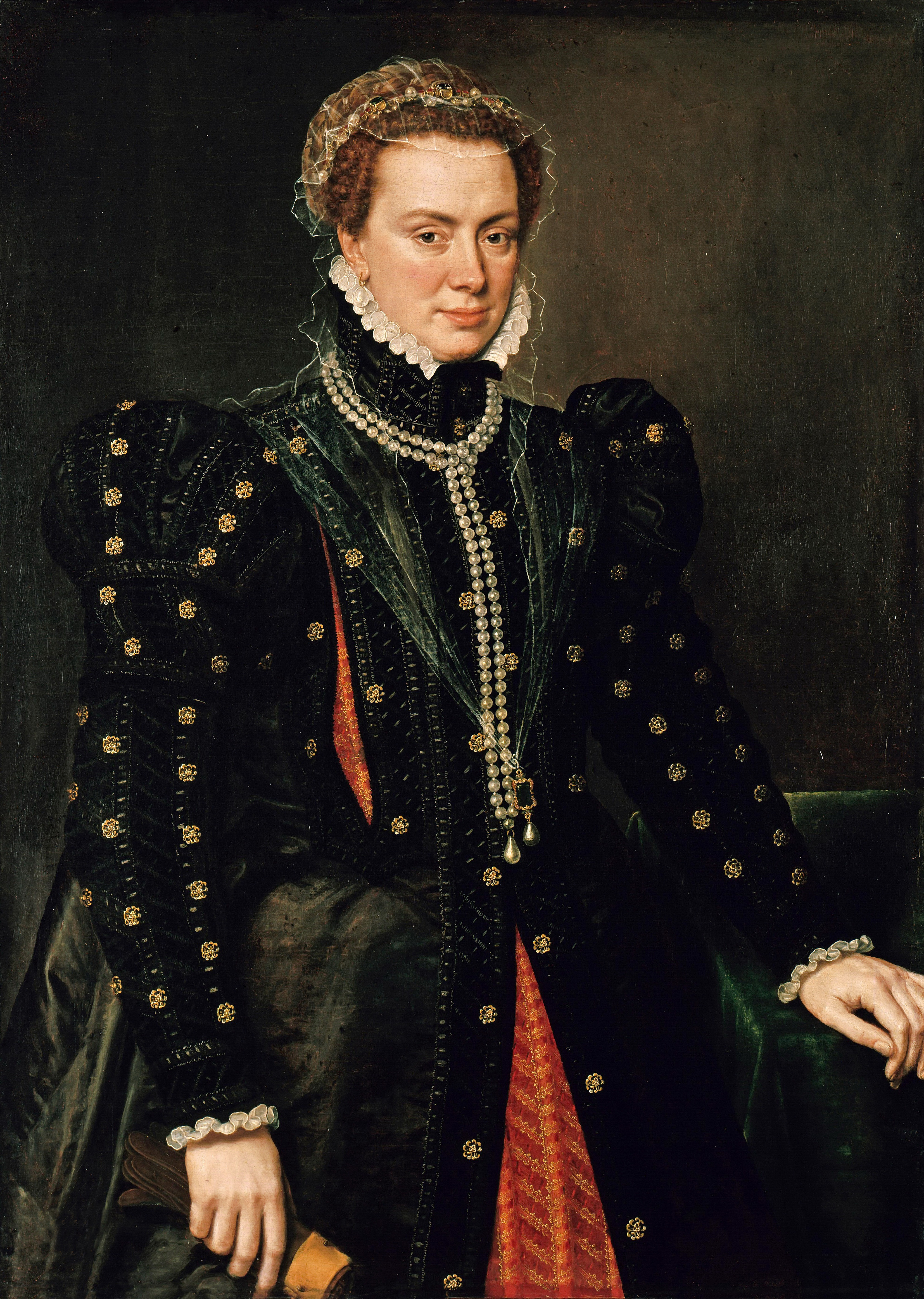
Margherita d'Austria.

Calcariola seguì i destini del capoluogo quando - nel Cinquecento - Cittaducale fu turbata da aspre lotte tra le casate rivali dei Mancini e dei Pandolfi che cessarono allorché l'Imperatore Carlo V - signore dei domini della corona d'Aragona in Italia - concesse in feudo Cittaducale ad Alessandro de' Medici, duca di Firenze. Alla morte dei duca - avvenuta a Firenze nel 1537 a causa di una congiura ordita da Lorenzino de' Medici - i suoi possedimenti passarono alla vedova e a sua figlia, Margherita d'Asburgo, moglie in seconde nozze del duca Ottavio Farnese, andando a costituire i domini farnesiani d'Abruzzo.
Il paese di Calcariola, come le altre dipendenze di Cittaducale, beneficiò dell'amministrazione dell'allora quarantenne Margherita d'Austria che - lasciate le Fiandre, dopo un breve soggiorno a Leonessa - si stabilì a Cittaducale per quattro anni (1568-1572) prima di eleggere come residenza l'Aquila (1573-1581) e quindi Ortona (1582-1586). 
I quattro anni della madama d'Austria a Cittaducale furono segnati da un'intensa attività di governo che segnò lo sviluppo della regione.
Alla morte dell'arciduchessa i feudi passarono al figlio Alessandro Farnese. 
Più tardi, Cittaducale e le sue dipendenze - tra cui Calcariola - tornarono sotto il controllo diretto della corona di Napoli.
All'inizio del XVIII secolo il terribile terremoto del 1703 che distrusse l'Aquila fece ingenti danni anche nel piccolo borgo di Calcariola. 
Nell'Ottocento - in seguito all'invasione francese del Regno borbonico di Napoli, nel marzo del 1806 - Calcariola, come gli altri paesi del regno, passò al dominio francese ovvero al Regno di Napoli di Gioacchino Murat, genero di Napoleone (1806-1815). Con la restaurazione ed il ritorno dei Borbone sul trono di Napoli, Calcariola rimase sulla linea di confine settentrionale del Regno. 
L'Unità d'Italia nel 1861 significò per Calcariola la fine della sua centenaria posizione di confine tra il Regno ed il contiguo Stato Pontificio. 
Dopo il passaggio al Regno d'Italia nel 1861 vennero intraprese opere pubbliche anche nel territorio di Calcariola, come la creazione di una nuova strada di accesso (1876) dalla parte di Pendenza, verso est. 
Nel 1927, con in resto del comune di Cittaducale, anche Calcariola passò dalla provincia dell'Aquila alla neonata provincia di Rieti.

## Monumenti e luoghi d'interesse
- Castello medioevale: il centro storico del paese, in forma di abitazioni fortificate che sorgono intorno ad un cortile centrale, restaurato all'inizio del XXI secolo da privati con la partecipazione della pubblica amministrazione per le opere di urbanizzazione (2007[26]-2008[27], 2022[28]).[29]
- Chiesa di San Lorenzo.
- Chiesa di Sant'Antonio da Padova[30] con dipinti dei fratelli Torresani[31].
- Chiesa di Santa Maria delle Valli o Madonna delle Valli[32].
- Santuario della Madonna dei Balzi[33].   - Vedute del castello di Calcariola

Vedute del castello di Calcariola
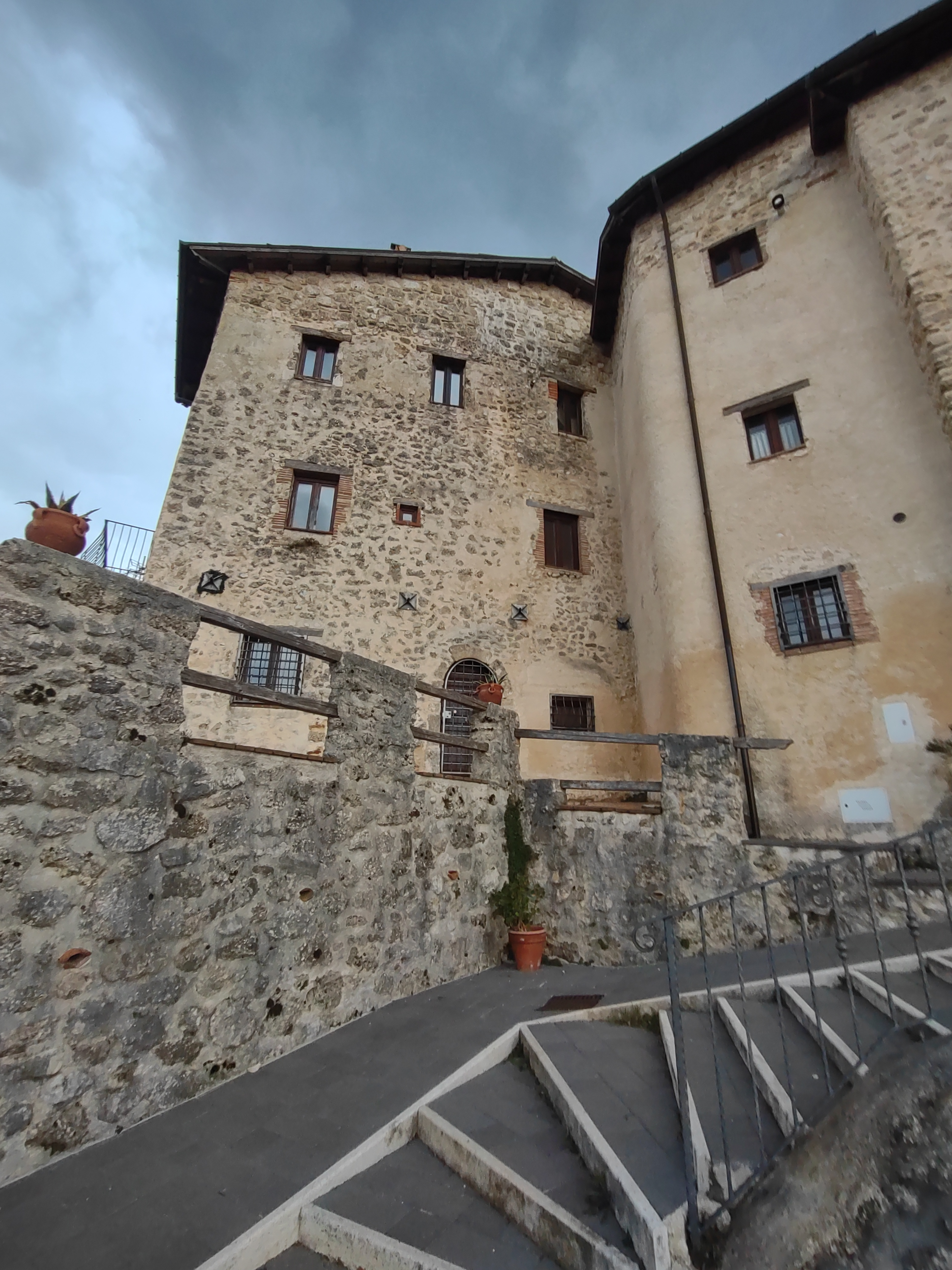
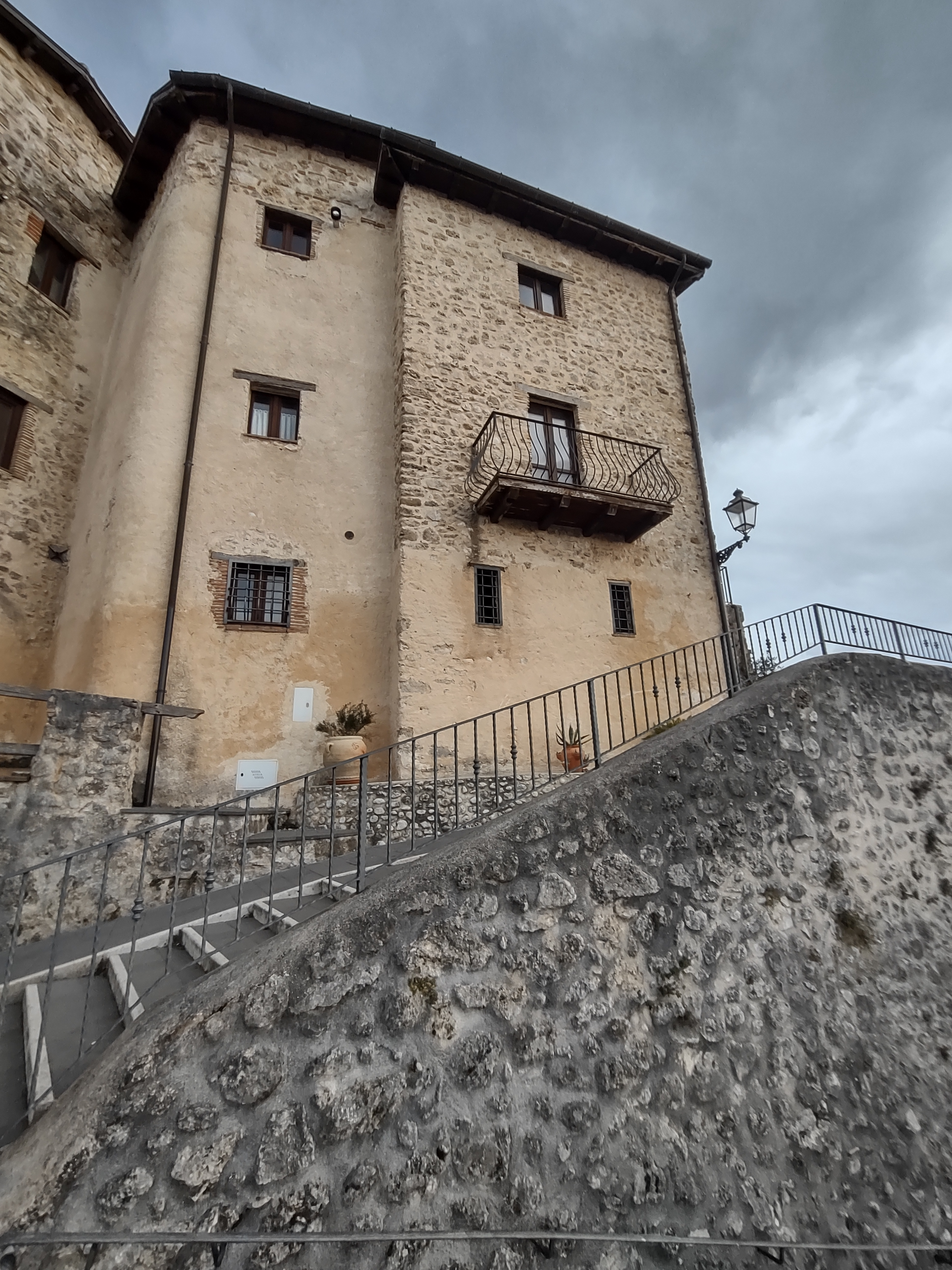
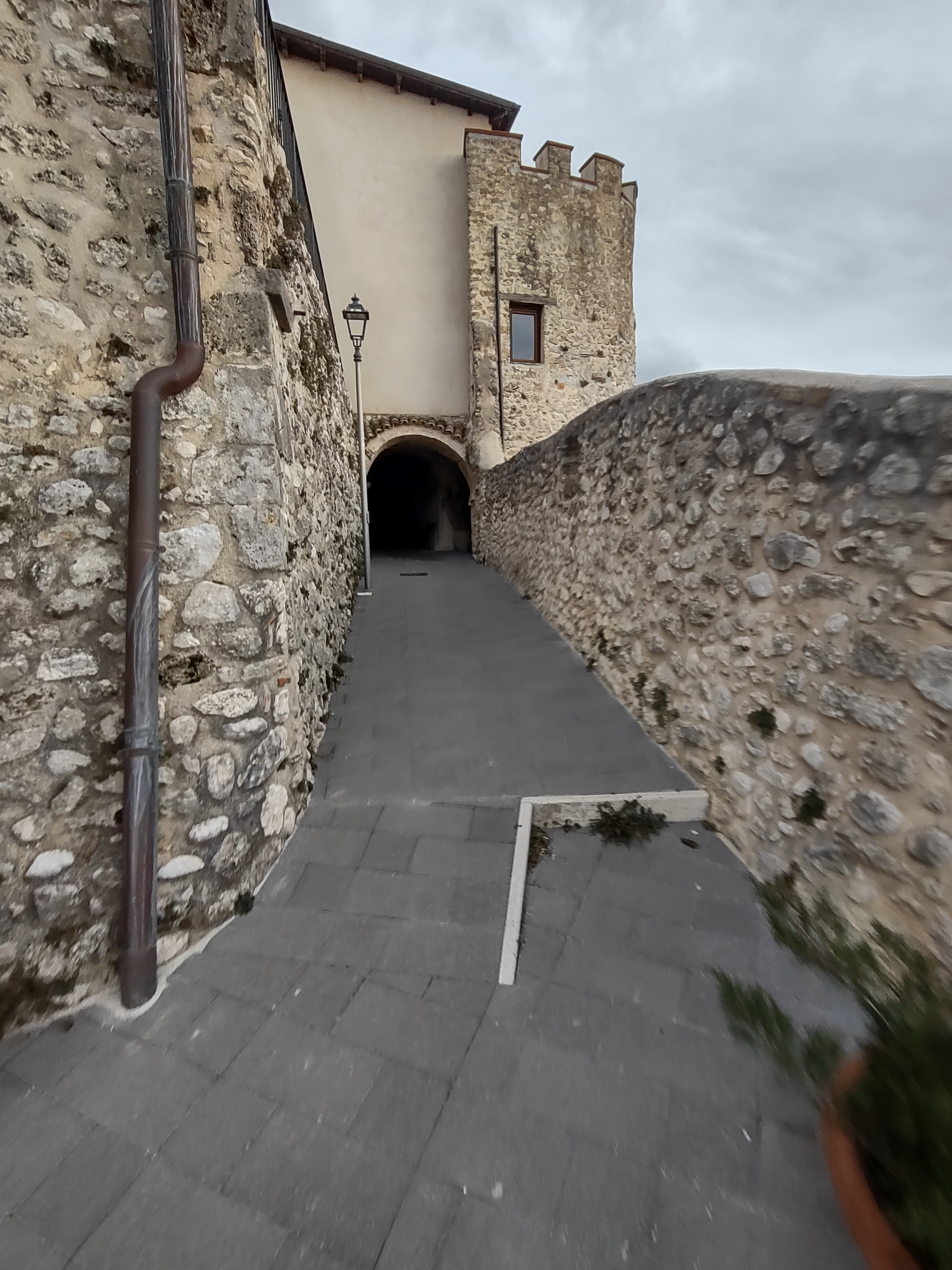
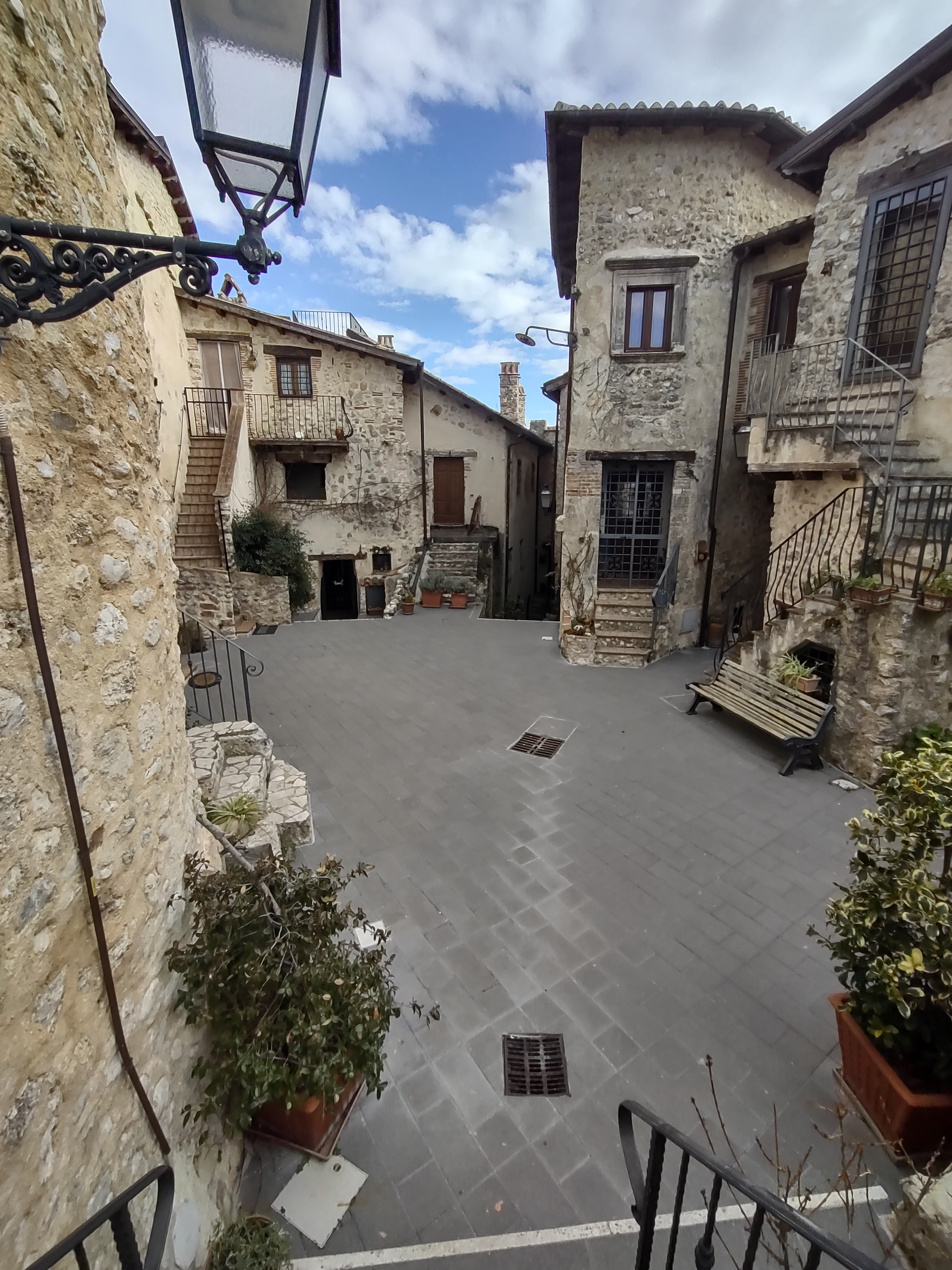
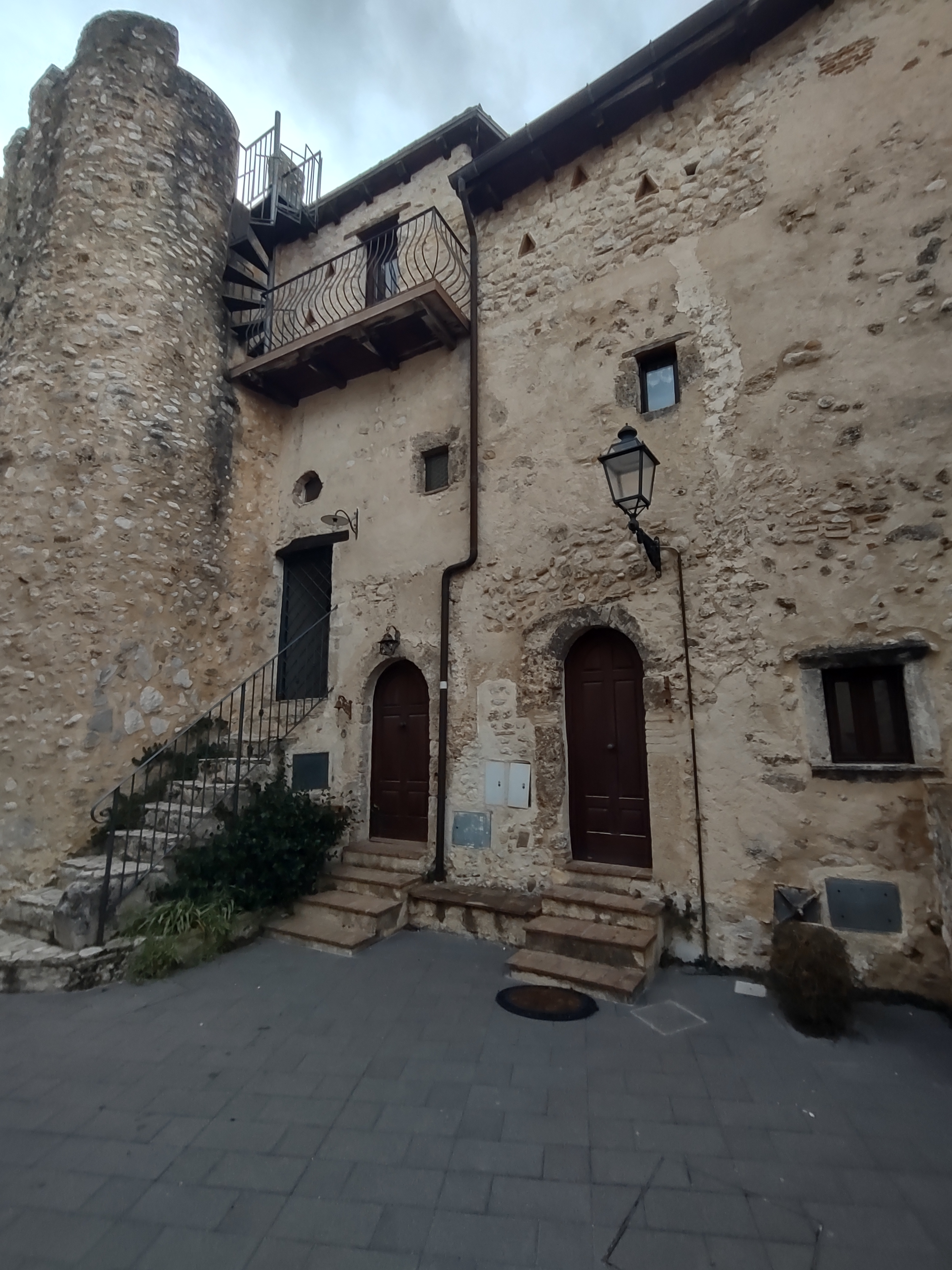
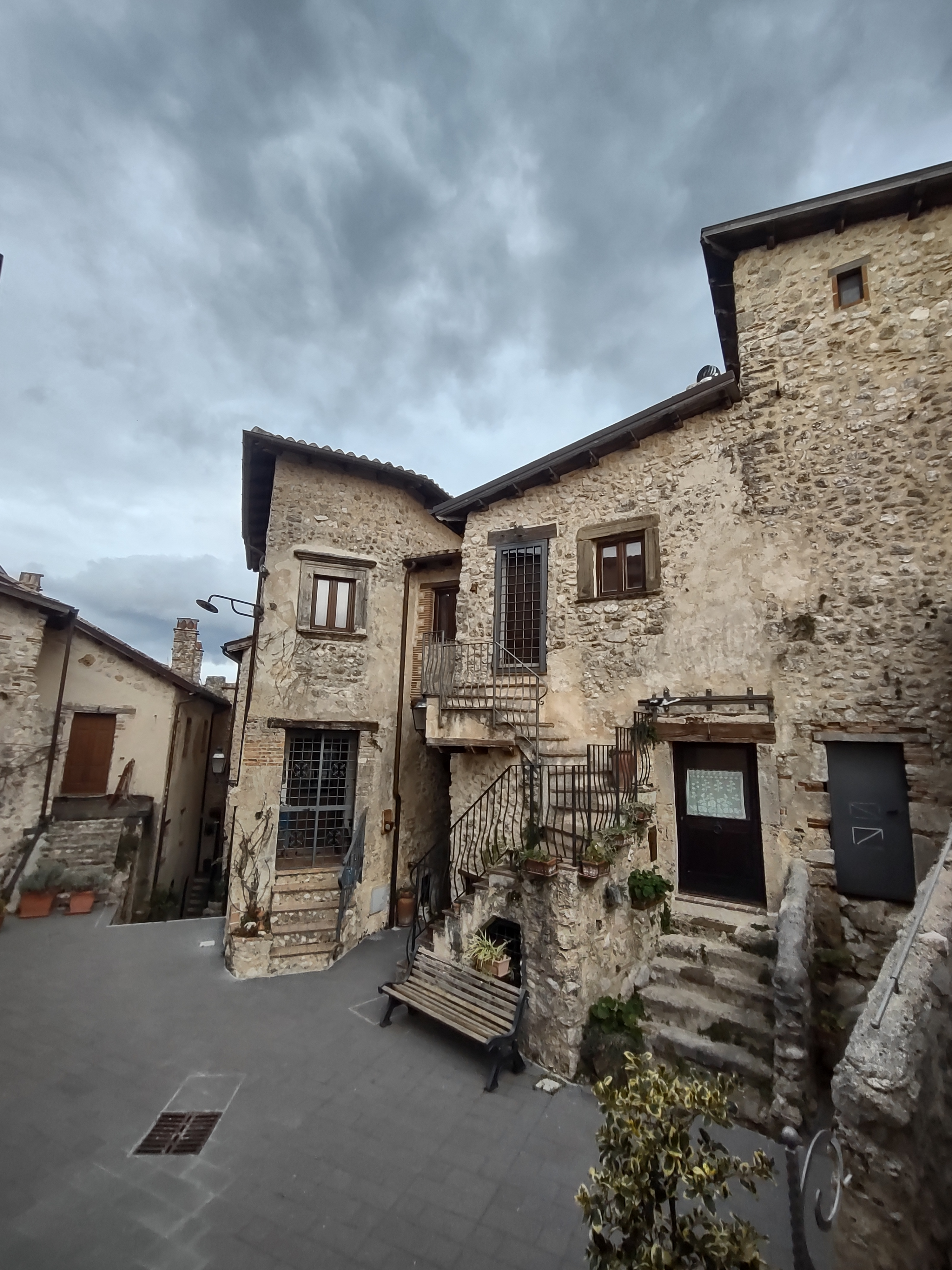
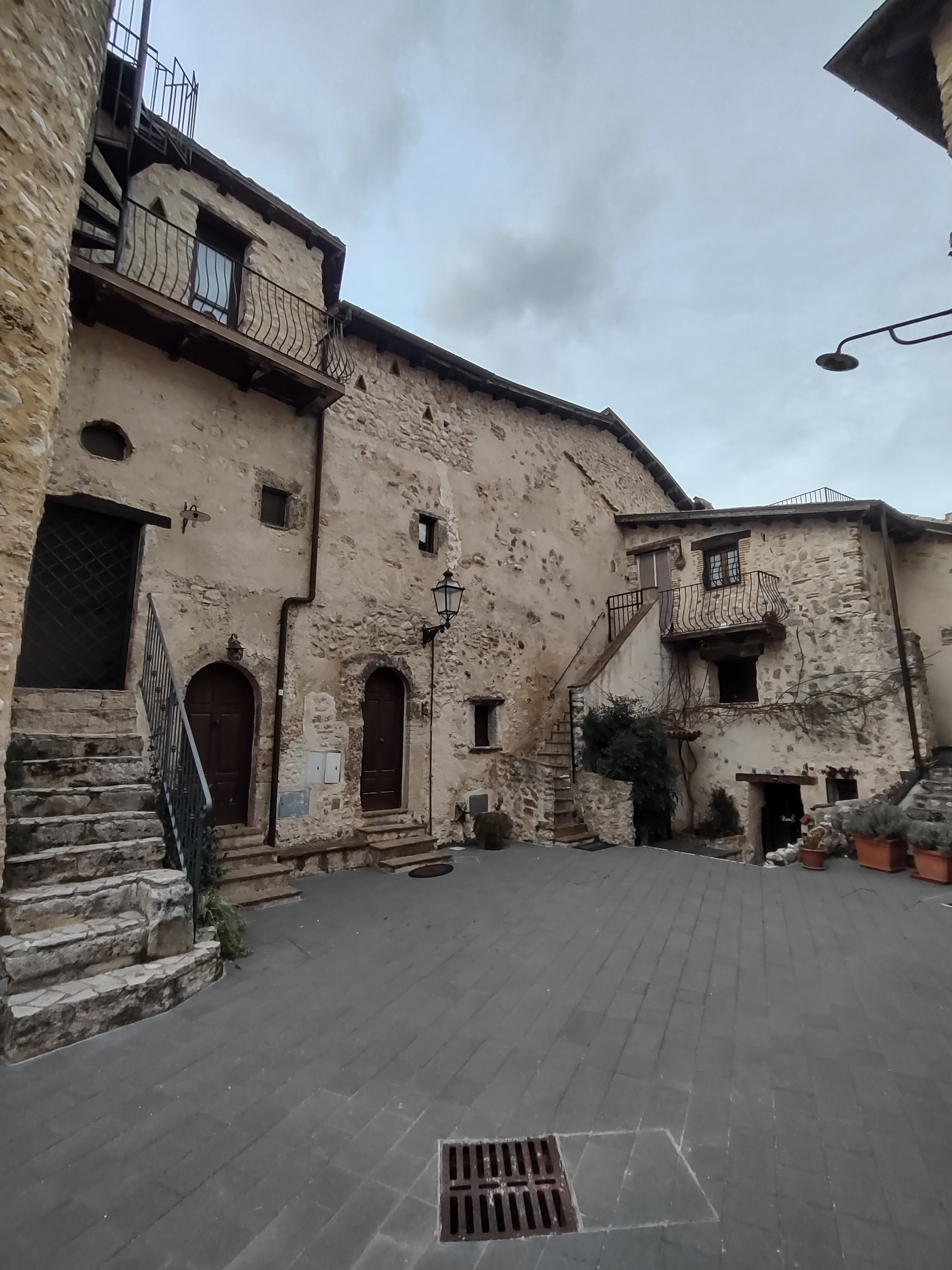
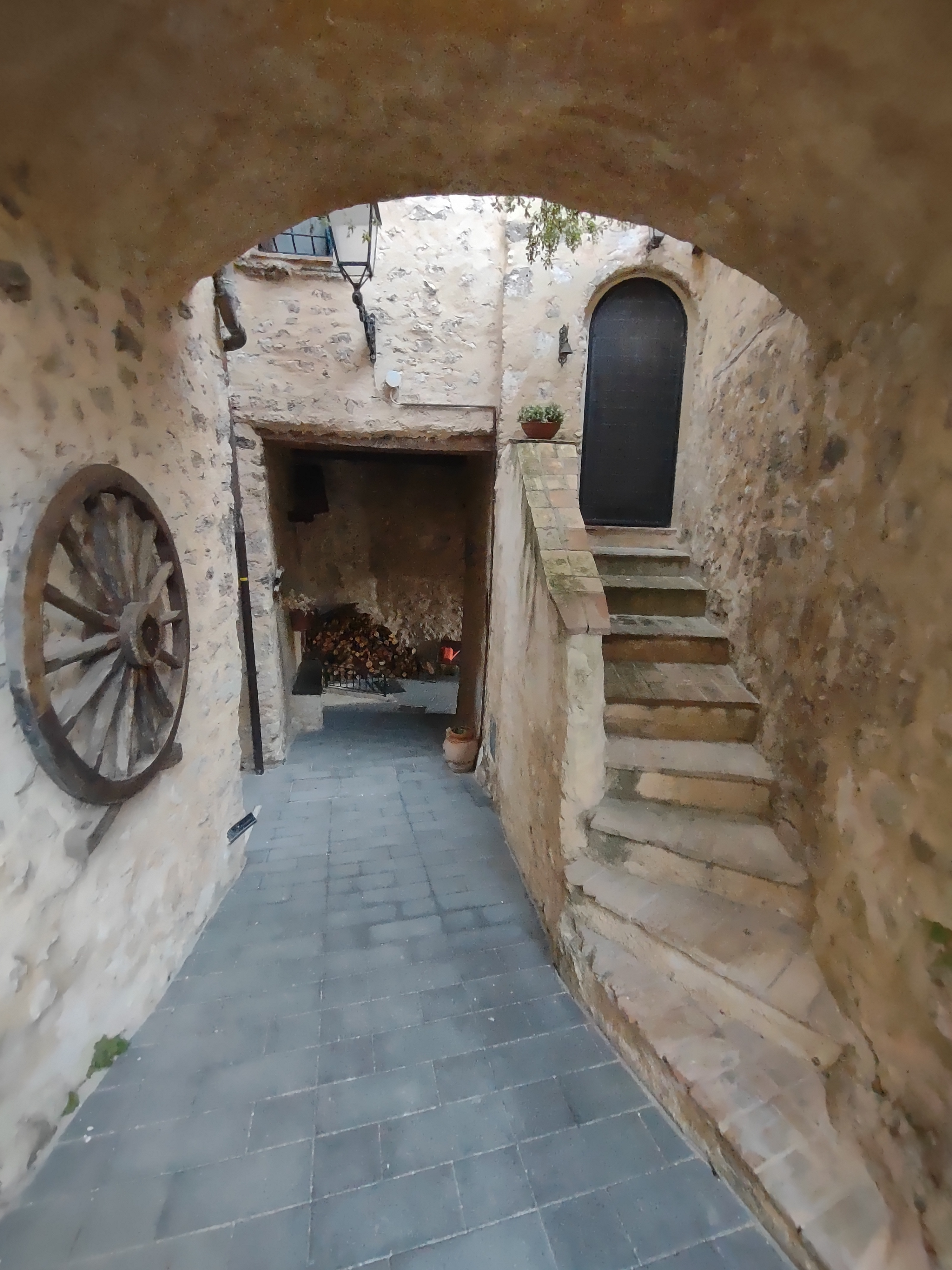
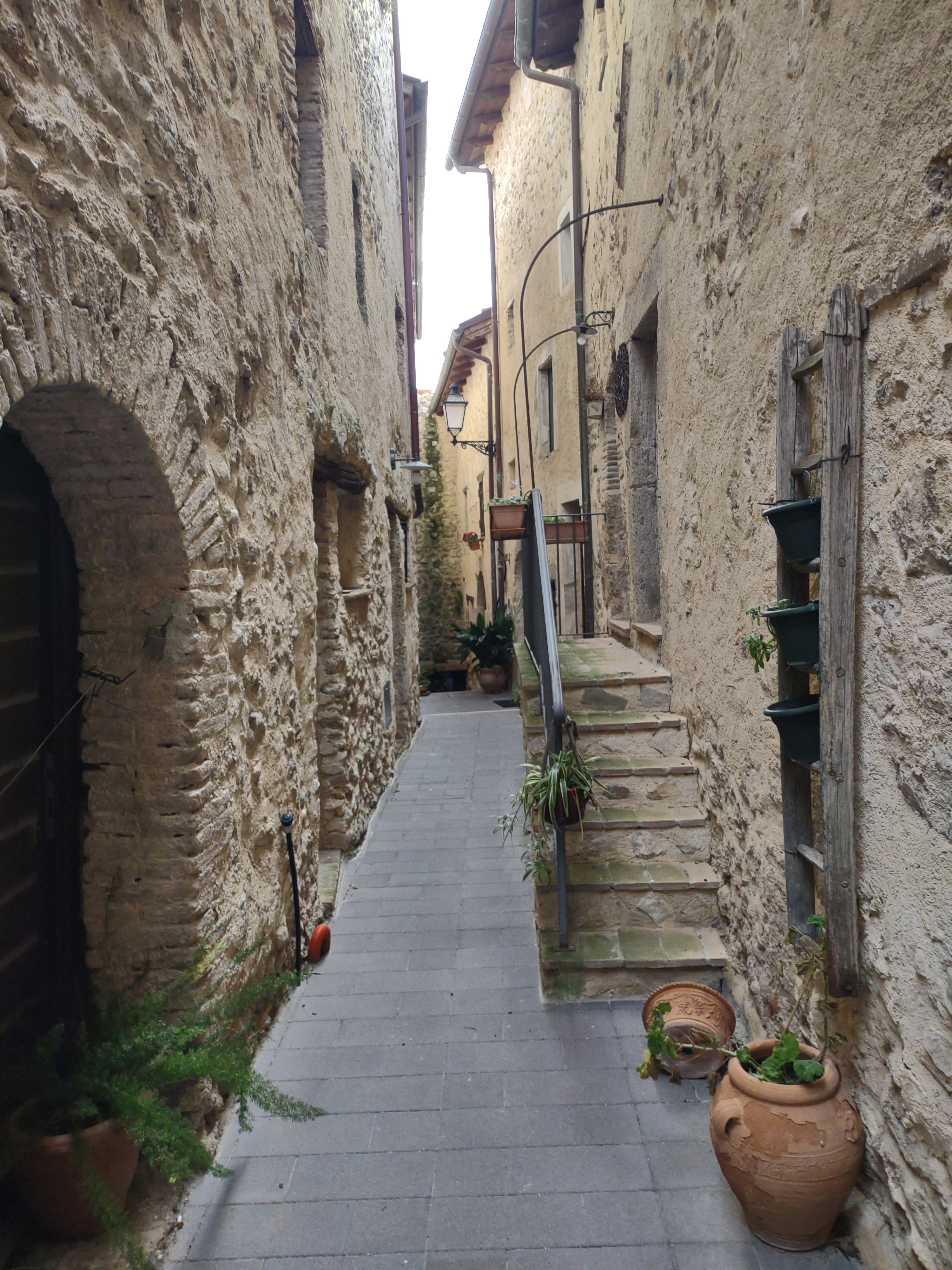

## Società

### Tradizioni e folclore
- Il 13 giugno si tiene a Calcariola la festa patronale in onore di Sant'Antonio da Padova[34].
- Nel mese di agosto gli abitanti di Calcariola, insieme a quelli di Pendenza, celebrano la festa di San Rocco nella chiesa di Santa Maria delle Valli[35].

## Infrastrutture e trasporti

### Strade
Si accede a Calcariola in automobile:
- dalla valle del Velino: tramite la SP 22 che dalla via Salaria nei pressi di Caporio, a sud di Cittaducale, prima di raggiungere Capradosso nel territorio del comune di Petrella Salto, offre una deviazione verso est per raggiungere le alture del monte Ponzano.
- dalla valle del Salto: dalla cosiddetta Strada comunale Pennina - che si diparte da Ponte Figureto sulla SS 578 Cicolana - una strada comunale, in parte sterrata, raggiunge il monte Ponzano da ovest; una stratta strada che si inerpica sul monte Ponzano da sud permette di raggiunge Calcariola partendo anche da Grotti.

### Ferrovia
La stazione ferroviaria più vicina a Calcariola è quella di Cittaducale, sulla linea ferroviaria Terni-Rieti-L'Aquila-Sulmona.

### Mobilità

#### In autobus
Calcariola è servita dal Cotral che vi effettua un servizio giornaliero. 
La metà più vicina che si può raggiungere, invece, in autobus tramite la linea urbana operata dall'ASM (Azienda Servizi Municipali) proveniente da Rieti, è Villa Grotti, frazione - nella valle del Salto - del comune di Cittaducale.

#### A piedi

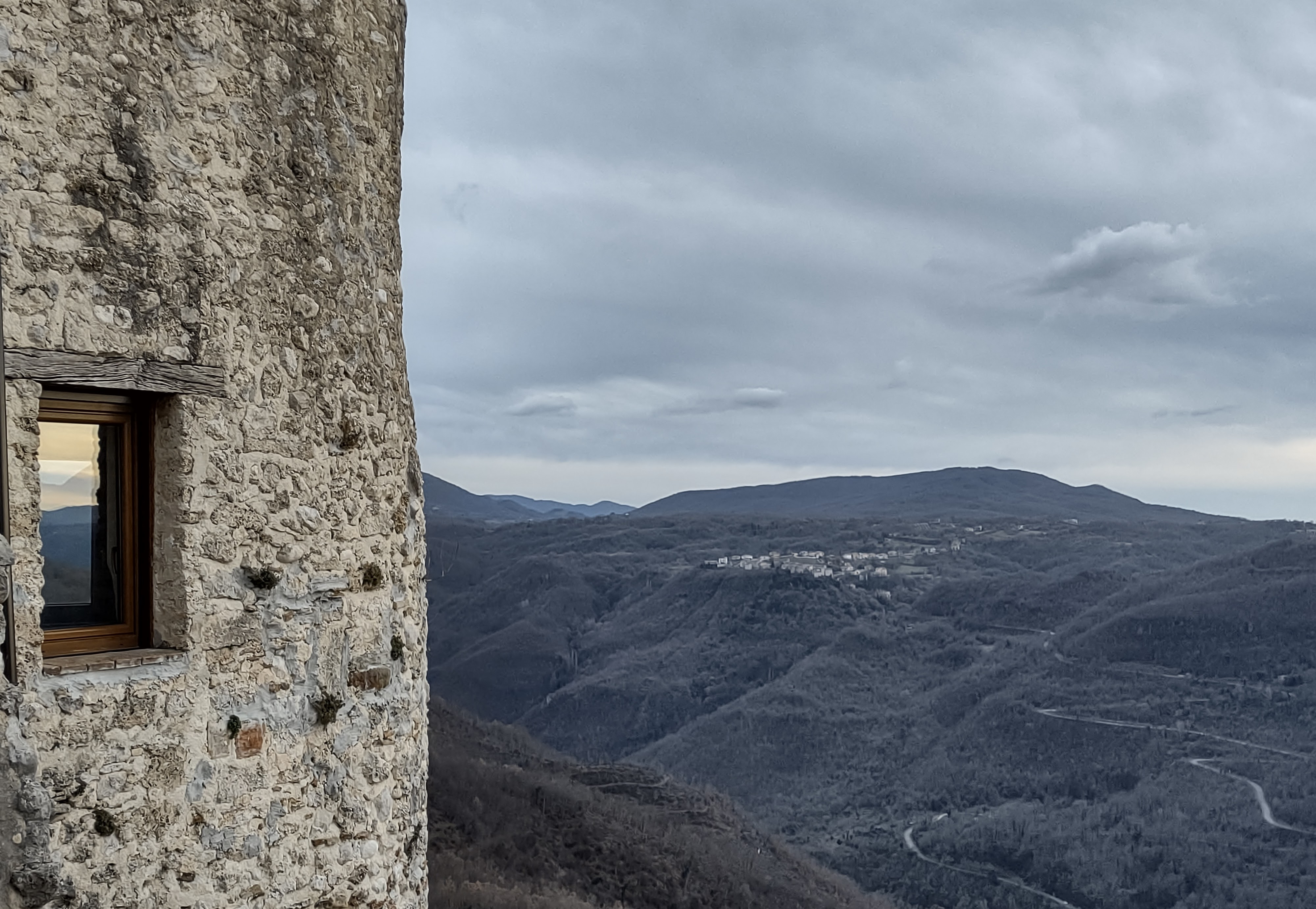
Roccaranieri ed il Sentiero 01 della Rete Sentieristica Abbaziale dal castello di Calcariola.

È possibile raggiungere Calcariola a piedi dalla valle del Velino a nord e dalla valle del Salto a sud, attraverso tre diversi sentieri catastali, ancora percorribili (2025): 
- sentiero Centrale di Cotilia-Calcariola.[36]
- sentiero Cittaducale-Ponzano[37][38][39][36].
- sentiero Ville Grotti-Calcariola.

Quest'ultimo sentiero mette in comunicazione Calcariola e la valle del Velino con la Rete Sentieristica dell'Abbazia di San Salvatore Maggiore attraverso il Sentiero 01:Valle del Salto-Roccaranieri che permette da Calcariola, trasitando per Villa Grotti, di raggiungere il castello di Roccaranieri in poco meno di due ore.

### Popolazioni pre-romane nei dintorni del territorio di Calcariola
- Pasquale Cayro, Notizie storiche delle città del Lazio vecchio e nuovo col discorso preliminare e descrizione della via Latina del signor Pasquale Cayro., Tomo I, 1816. URL consultato il 10 febbraio 2025.
«Equi da equo ma vivevano di rapine.»

### Reperti Romani
- Granino Cecere, T. Prifernus Paetus Rosianus Geminus in una nuova iscrizione onoraria di Trebula Mutuesca, in J.R. Brandt et al. (a cura di), Lazio e Sabina I (Atti del convegno. Primo Incontro di Studi su Lazio e Sabina, Roma 2002), Roma, Cambridge University Press, 2003,  pp. 99–108.
- (EN) Caillan Davenport, A History of the Roman Equestrian Order, Cambridge, Cambridge University Press, 2018.
«Prifernus Paetus emerges from this text as the very model of an eques Romanus who was a member of the service elite»

### Il governo di Margherita d'Austria nel territorio di Cittaducale
- Flavia Festuccia, I Centri Antichi: Individuazione Di una Possibile Metodologia per il Restauro Applicata Ad un Esempio Nel Territorio Di Aquila, Lulu.com, 17 dicembre 2011,  pp. 98–99, ISBN 978-1-4477-8624-5. URL consultato il 10 febbraio 2025.
«Lettera del 4 febbraio 1577: Il capitano di Civita a sua A.S. Margherita d'Austria su una rissa a Castel S. Angelo.»

### Calcariola nel circondario di Cittaducale nei compendi di fine Settecento ed inizio Ottocento

#### Chiese e benefici di Calcariola (1788)
- Nota de' luoghi pii laicali, e misti della Provincia di Aquila i quali, secondo la riforma fatta nel corrente anno 1788, debbono corrispondere la prestazione, come siegue, Napoli, 1788. URL consultato il 10 febbraio 2025.

- Pietro Carrera, Saggio topografico politico economico di tutto il distretto allodiale di Citta Ducale in Regno di Napoli sito in provincia d'Abruzz'Ultra nelli estremi confini collo Stato Pontificio., L'Aquila, Giuseppe Maria Grossi, 1788,  pp. 9–13, 37.

- Lorenzo Giustiniani, Dizionario Geografico-Ragionato Del Regno Di Napoli, Napoli, Vincenzo Manfredi, 1797.
«Calcariola: terra regia in Abruzzo Ultra, in diocesi di Civitaducale, situata sopra un monte, ove respirasi un'aria buonissima, ma il freddo vi si fa molto sentire [...]»

- Giuseppe Alfano, Istorica descrizione del regno di Napoli ultimamente diviso in quindici provincie colla nuova mutazione di esse nello stato presente., Napoli, Raffaele Miranda, 1823,  p. 313.

- Angelo Signorini, La Diocesi di Aquila descritta ed illustrata studio del sacerdote Angelo Signorini:, Vol. 2, L'Aquila, Tipografia Grossi, 1868. URL consultato il 10 febbraio 2025.

- Antonio Muñoz, Monumenti d'Abruzzo: Cittaducale, Roma 1917.

### Letteratura Moderna
- Roberto Lorenzetti, Le raffigurazioni storico-iconografiche come strumento di conoscenza del territorio con particolare riguardo alle valli del Salto e del Turano, in Publications de l'École Française de Rome, vol. 263, n. 1, 2000,  pp. 29–49. URL consultato il 10 febbraio 2025.
- Ileana Tozzi, Note critiche sulle testimonianze storico-artistiche della Diocesi di Cittaducale, 1995.

### Sulla storia nel territorio di Calcariola e dintorni

#### Reperti Romani: Prifernus Petus tra Cliternia e Trebula Mutuesca
- (DE) Titus Prifernius Paetus Rosianus Geminus, in Wikipedia, 31 ottobre 2024.
- (EN) Municipalisation of Plestia, Precedents in Sabine Territory, Trebula Mutuesca, su www.keytoumbria.com. URL consultato l'11 febbraio 2025.
«Simone Sisani (referenced below, 2010, at pp. 193-9) listed a significant number of inscriptions that collectively recorded an octovirate here from the Augustan period until at least the 2nd century AD.  He suggested (at pp. 198-9) that the vicus described by Strabo had been municipalised in the Augustan period, and that this octovirate had been:

“... a relic from the pre-municipal period” (my translation).
He split these inscriptions into two groups:
- The earlier group, which he dated to the period between the first half of the 1st century AD, indicated an undifferentiated octovirate: for example, AE 1994, 0559 recorded Quintus Vibius Kanio of the Qurina tribe, who held office as ‘VIIIvir Trebula’.
- The second group, which he dated to the late 1st and the 2nd centuries, indicated that the functions within the octovirate had become differentiated: for example,  AE 1972, 0153 recorded Titus Prifernus Paetus Rosianus Geminus, who probably came from Trebula Mutuesca, where he served as: magistro iuventis; VIIIvir fanorum quinquennalis (twice); and VIIIvir aedilis quinquennalis (three times).  According to Mary Boatwright (referenced below, at p. 74) he served as the Emperor Hadrian’s curator rei publcae at Trebula Mutuesca in ca. 137 AD, as consul in 146 AD and as governor of Dalmatia in ca. 156-9 AD: all these posts are recorded in the inscription, as is the fact that he was the patron of the municipium.

Thus Trebula Mutuesca remained an octovirate into its heyday in the 2nd century AD.»

### Fonti

#### Registri su Calcariola nell'Archivio Comunale di Cittaducale
- Progetto RInASCo - Un progetto finanziato dalla Regione Lazio, su archivicomunali.lazio.beniculturali.it. URL consultato il 10 febbraio 2025.